# Daniel Svensson (fotbollsspelare)
Karl Daniel Svensson, född 4 januari 1983 i Markaryd, är en svensk före detta fotbollsspelare. Han har tidigare spelat som mittfältare i Östers IF. Han spelade säsongen 2008 i LB07.

## Karriär
Svenssons moderklubb är Markaryds IF, där han spelade fram till 2004. Han värvades inför säsongen 2005 till Östers IF av sin tidigare tränare i Markaryd, Lars Jacobsson. Under första säsongen i Superettan 2005 spelade Svensson samtliga matcher utom en då han var avstängd. Öster slutade på andra plats och blev uppflyttade till Allsvenskan 2006. Han spelade nio matcher i Allsvenskan, varav endast två från start. Svensson spelade för Öster även under 2007 innan han 2008 flyttade till Malmö för spel i Limhamn Bunkeflo (LB07).
Efter två säsonger i LB07 värvades Svensson inför säsongen 2010 av Lunds BK. Till säsongen 2011 lånades han ut till BK Olympic. I februari 2012 gick Svensson till division 3-klubben Räppe GOIF.